# Springdale (Arkansas)
Springdale és una població dels Estats Units a l'estat d'Arkansas. Segons el cens del 2007 tenia 66.881 habitants.

## Demografia
Segons el cens del 2000, Springdale tenia 45.798 habitants, 16.149 habitatges, i 11.853 famílies. La densitat de població era de 564,9 habitants/km².
Dels 16.149 habitatges en un 38,8% hi vivien nens de menys de 18 anys, en un 58,2% hi vivien parelles casades, en un 10,5% dones solteres, i en un 26,6% no eren unitats familiars. En el 22% dels habitatges hi vivien persones soles el 8,6% de les quals corresponia a persones de 65 anys o més que vivien soles. El nombre mitjà de persones vivint en cada habitatge era de 2,8 i el nombre mitjà de persones que vivien en cada família era de 3,26.
Per edats la població es repartia de la següent manera: un 29% tenia menys de 18 anys, un 10,7% entre 18 i 24, un 31,4% entre 25 i 44, un 18,7% de 45 a 60 i un 10,2% 65 anys o més.
L'edat mediana era de 31 anys. Per cada 100 dones de 18 o més anys hi havia 96,4 homes.
La renda mediana per habitatge era de 36.729 $ i la renda mediana per família de 42.170 $. Els homes tenien una renda mediana de 27.822 $ mentre que les dones 21.082 $. La renda per capita de la població era de 16.855 $. Entorn del 8,8% de les famílies i el 12,5% de la població estaven per davall del llindar de pobresa.

## Poblacions més properes
El següent diagrama mostra les poblacions més properes.